# マドリード州
マドリード州（マドリードしゅう、スペイン語: Comunidad de Madrid）は、スペインを構成する自治州の一つ。マドリード県（Provincia de Madrid）1つからなる一県一州の自治州である。州都・県都はマドリード。

## 地理
マドリード州の人口はスペインの17自治州の中でアンダルシア州とカタルーニャ州に次いで第3位である。マドリード県の人口はスペインの50県の中で第1位である。

### 人口
| マドリード州の人口推移 1900－2010                       |
|                                                         |
| 出典:INE（スペイン国立統計局）1900年 - 1991年、1996年 - |

## 歴史
1833年スペイン地方行政区分再編ではスペイン全土に49の県が設置された。この際にマドリード県も設置され、県都はマドリードに定められた。なお、マドリード県、シウダ・レアル県、クエンカ県、グアダラハラ県、トレド県の5県は「歴史的地域」のカスティーリャ・ラ・ヌエバ地域としてまとめられたが、「歴史的地域」に権限や行政機関は存在しなかった。
1939年から1975年のフランコ独裁体制化を経て、スペインの民主化移行期の1970年代末から1980年代初頭にはスペイン全土に17の自治州が設置された。1983年3月1日にはマドリード県単独でマドリード州が発足した。なお、シウダ・レアル県、クエンカ県、グアダラハラ県、トレド県、アルバセテ県の5県はカスティーリャ＝ラ・マンチャ州となっている。

## 行政区画
マドリード州には179のムニシピオ（基礎自治体）がある。マドリード周辺の自治体はマドリード首都圏を形成している。

### 主な自治体
| #  | 基礎自治体               | 人口 （2019年） | #  | 基礎自治体                               | 人口 （2019年） |
| -- | ------------------------ | --------------- | -- | ---------------------------------------- | --------------- |
| 1  | マドリード               | 3,266,126       | 11 | ラス・ロサス・デ・マドリード             | 95,814          |
| 2  | モストレス               | 209,184         | 12 | サン・セバスティアン・デ・ロス・レイエス | 89,276          |
| 3  | アルカラ・デ・エナーレス | 195,649         | 13 | リバス＝バシアマドリード                 | 88,150          |
| 4  | フエンラブラーダ         | 193,700         | 14 | ポスエロ・デ・アラルコン                 | 86,422          |
| 5  | レガネス                 | 189,861         | 15 | コスラーダ                               | 81,661          |
| 6  | ヘタフェ                 | 183,374         | 16 | バルデモーロ                             | 75,983          |
| 7  | アルコルコン             | 170,514         | 17 | マハダオンダ                             | 71,826          |
| 8  | トレホン・デ・アルドス   | 131,376         | 18 | コリャード・ビリャルバ                   | 63,679          |
| 9  | パルラ                   | 130,124         | 19 | アランフエス                             | 59,607          |
| 10 | アルコベンダス           | 117,040         | 20 | アルガンダ・デル・レイ                   | 55,389          |

### 司法管轄区
県内（州内）は21の司法管轄区に分けられる。太字は中心自治体。
1. トーレラグーナ司法管轄区[4] - ラ・アセベーダ、アラメーダ・デル・バジェ、エル・アタサール、エル・ベルエーコ、ベルソーサ・デル・ロソージャ、ブラオッホス、ブイトラーゴ・デル・ロソージャ、ブスタルビエホ、カバニージャス・デ・ラ・シエーラ、ラ・カブレーラ、カネンシア、セルベーラ・デ・ブイトラーゴ、ガルガンタ・デ・ロス・モンテス、ガルガンティージャ・デル・ロソージャ・イ・ピニージャ・デ・ブイトラーゴ、ガスコーネス、ラ・イルエーラ、オルカッホ・デ・ラ・シエーラ、オルカフエーロ・デ・ラ・シエーラ、ロソージャ、ロソージャ＝ナバス＝シエテイグレシアス、マダルコス、モンテッホ・デ・ラ・シエーラ、ナバラフエンテ、ナバレドンダ・イ・サン・マメス、パトーネス、ピニージャ・デル・バジェ、ピニュエーカル＝ガンドゥージャス、プラーデナ・デル・リンコン、プエブラ・デ・ラ・シエーラ、プエンテス・ビエハス、ラスカフリーア、レドゥエーニャ、ロブレディージョ・デ・ラ・ハラ、ロブレゴルド、ラ・シエラ・デル・モンテ、ソモシエーラ、トーレラグーナ、トレモーチャ・デ・ハラーマ、、バルデマンコ、エル・ベジョン、ベントゥラーダ、ビジャビエハ・デル・ロソージャ
2. トレホン・デ・アルドス司法管轄区[5] - アハルビール、アルヘーテ、コベーニャ、ダガンソ・デ・アリーバ、フレスノ・デ・トローテ、フエンテ・エル・サス・デ・ハラーマ、パラクエージョス・デ・ハラーマ、リバテハーダ、トレホン・デ・アルドス、バルデオルモス＝アラルパルド、バルデトーレス・デ・ハラーマ
3. ナバルカルネーロ司法管轄区[6] - エル・アラモ、アルデア・デル・フレスノ、アロジョモリーノス、バトレス、カダルソ・デ・ロス・ビドリオス、カサルブエーロス、セニシエントス、チャピネリーア、クーバス・デ・ラ・サグラ、グリニョン、モラレッホ・デ・エンメディオ、ナバルカルネーロ、ナバス・デル・レイ、ペラージョス・デ・ラ・プレサ、ロサス・デ・プエルト・レアル、サン・マルティン・デ・バルデイグレシアス、セラニージョス・デル・バジェ、セビージャ・ラ・ヌエバ、ビジャ・デル・プラード、ビジャマンタ、ビジャマンティージャ、ビジャヌエバ・デ・ペラーレス
4. アルカラ・デ・エナーレス司法管轄区[7] - アルカラ・デ・エナーレス、アンチュエーロ、カマルマ・デ・エステルエーラス、コルパ、メコ、ペスエーラ・デ・ラス・トーレス、サントルカス、ロス・サントス・デ・ラ・ウモーサ、バルデアベーロ、バルベルデ・デ・アルカラ、ビジャルビージャ
5. アルコベンダス司法管轄区[8] - アルコベンダス、エル・モラール、ペドレスエーラ、サン・アグスティン・デル・グアダリックス、サン・セバスティアン・デ・ロス・レージェス、タラマンカ・デ・ハラーマ、バルデピエラゴス
6. モストレス司法管轄区[9] - ボアディージャ・デル・モンテ、ブルネーテ、モストレス、キホルナ、ビジャヌエバ・デ・ラ・カニャーダ、ビジャビシオーサ・デ・オドン
7. サン・ロレンソ・デ・エル・エスコリアル司法管轄区[10] - コルメナール・デル・アロージョ、コルメナレッホ、エル・エスコリアル、フレスネディージャス・デ・ラ・オリーバ、ナバラガメージャ、ロブレード・デ・チャベーラ、サン・ロレンソ・デ・エル・エスコリアル、サンタ・マリーア・デ・ラ・アラメーダ、バルデマケーダ、バルデモリージョ、ビジャヌエバ・デル・パルディージョ、サルサレッホ
8. アランフエス司法管轄区[11] - アランフエス、ベルモンテ・デ・タホ、コルメナール・デ・オレハ、ビジャコネッホス
9. レガネス司法管轄区[12] - レガネス
10. ヘタフェ司法管轄区[13] - ヘタフェ
11. マドリード司法管轄区[14] - マドリード
12. マハダオンダ司法管轄区[15] - マハダオンダ、ラス・ロサス・デ・マドリード
13. コスラーダ司法管轄区[16] - コスラーダ、メホラーダ・デル・カンポ、サン・フェルナンド・デ・エナーレス、ベリージャ・デ・サン・アントーニオ
14. アルガンダ・デル・レイ司法管轄区[17] - アンビーテ、アルガンダ・デル・レイ、ブレーア・デ・タホ、カンポ・レアル、カラバーニャ、エストレメーラ、フエンティドゥエーニャ・デ・タホ、ロエーチェス、モラータ・デ・タフーニャ、ヌエボ・バスタン、オルメーダ・デ・ラス・フエンテス、オルスコ・デ・タフーニャ、ペラーレス・デ・タフーニャ、ポスエーロ・デル・レイ、リバス＝バシアマドリード、ティエルメス、トーレス・デ・ラ・アラメーダ、バルダラセーテ、バルディレーチャ、ビジャマンリーケ・デ・タホ、ビジャール・デル・オルモ、ビジャレッホ・デ・サルバネス
15. コジャード・ビジャルバ司法管轄区[18] - アルペドレーテ、セルセディージャ、コジャード・メディアーノ、コジャード・ビジャルバ、ガラパガール、グアダラーマ、ロス・モリーノス、トーレロドーネス
16. パルラ司法管轄区[19] - パルラ、ピント
17. アルコルコン司法管轄区[20] - アルコルコン
18. フエンラブラーダ司法管轄区[21] - フエンラブラーダ、ウマーネス・デ・マドリード
19. コルメナール・ビエホ司法管轄区[22] - ベセリル・デ・ラ・シエーラ、エル・ボアーロ、コルメナール・ビエホ、グアダリックス・デ・ラ・シエーラ、オジョ・デ・マンサナーレス、マンサナーレス・エル・レアル、ミラフローレス・デ・ラ・シエーラ、モラルサルサル、ナバセラーダ、ソト・デル・レアル、トレス・カントス
20. バルデモーロ司法管轄区[23] - チンチョン、シエンポスエーロス、サン・マルティン・デ・ラ・ベガ、ティトゥルシア、トレホン・デ・ラ・カルサーダ、、トレホン・デ・ベラスコ、バルデラグーナ、バルデモーロ
21. ポスエーロ・デ・アラルコン司法管轄区[24] - ポスエーロ・デ・アラルコン

## 観光
首都マドリードはスペインを代表する観光都市でもあり、プラド美術館やマドリード王宮がある。マドリード州では、エル・エスコリアル修道院、アルカラ・デ・エナーレスの大学と歴史地区、アランフエスの文化的景観の3件が世界遺産に登録されている。